# Devil May Cry 3: Dante's Awakening
Devil May Cry 3: Dante's Awakening (яп. デビル メイ クライ 3) — відеогра в жанрі hack and slash, розроблена Capcom Production Studio 1 і випущена Capcom в 2005 році для PlayStation 2. У 2006 році вийшов порт гри для Microsoft Windows. Гра є приквелом до оригінальної Devil May Cry, а також першою грою в хронологічному порядку.
Devil May Cry 3: Special Edition було перевидано як Devil May Cry HD Collection для PlayStation 3 та Xbox 360 (разом з Devil May Cry і Devil May Cry 2) 3 квітня 2012 року, а 13 березня 2018 для PlayStation 4, Xbox One та Windows.

## Ігровий процес
Ігровий процес складається з місій (рівнів), якими персонаж гравця просувається, знищуючи супротивників і збираючи бонуси, а також розгадуючи головоломки. Наприкінці майже кожного рівня є бос, за знищення якого гравець отримує або нову здатність, або нову зброю.
Перед початком нової гри можна вибрати її варіанти: Жовтий чи Золотий. Жовтий дозволяє в разі поразки використати спеціальну жовту сферу і продовжити гру з контрольної точки. Золотий — продовжити з контрольної точки, або з місця загибелі, використавши золоту сферу.
Вправність гравця оцінюється за шкалою D (Dope!), C (Crazy!), B (Blast!), A (Alright!), S (Sweet!), SS (SShowtime!) та SSS (SSStylish!). Окремо оцінюються затрачений час, зібрані червоні сфери, стиль, завдані ушкодження і використані предмети, після чого вираховується загальна оцінка.
Червоні сфери виконують роль валюти, їх можна вибити з ворогів, спеціальних кристалів, або знайти на рівнях. Витрачаються вони в спеціальних статуях, які виконують роль магазинів, там можна купити нові прийоми і предмети.
Гра має 6 рівнів складності. Нормальний (англ. Normal) доступний з самого початку. Легкий (англ. Easy) відкривається, якщо загинути 3 рази. Цей режим робить противників слабшими, а також пропонує «Авторежим», в якому гравець може просто натискати клавішу удару, а персонаж буде сам здійснювати всі комбо. Важкий (англ. Hard) відкривається після проходження гри на Нормальному. Після проходження Важкого відкривається Дуже важкий (англ. Very Hard). Також наявні два додаткових рівня складності: Данте повинен померти (англ. Dante Must Die) і Рай чи Пекло (англ. Heaven or Hell). В Dante Must Die всі демони мають Devil Trigger, а на рівні Heaven or Hell всі вороги і сам Данте помирають від одного удару.
Після проходження гри на будь-якому рівні складності відкриється режим Кривавий палац (англ. Bloody Palace). В цьому режимі є 9999 рівнів. Після вбивства всіх супротивників на рівні з'являються три портали: портал Світла, який переносить на 1 рівень вперед, і на рівні перебуватиме зелена сфера; портал Електрики, що переносить на 10 рівнів вперед і дає білу сферу; і портал Вогню, що переносить на 100 рівнів вперед без бонусів. Через кожні 10 телепортацій з'являється бос, а після 9000 рівня у противників з'являється Devil Trigger.
Після сьомої місії, Данте отримує здатність Диявольської Сутності (англ. Devil Trigger), яка дозволяє перетворюватися на демона на обмежений час, витрачаючи спеціальні сфери. В режимі демона персонаж рухається і атакує швидше, а також регенерує і не оглушаеться, якщо потрапляє під удар слабких демонів. Сфери відновлюються під час сутичок або особливим предметом. Деякі прийоми вимагають, щоб було активовано Devil Trigger.
Нововведенням в серії стали бойові стилі, один з яких гравець може вибрати на початку рівня, а також на контрольних точках. Всього є шість стилів — чотири основних, доступних з початку гри і два, які Данте знаходить у міру проходження. Основні стилі мають по 3 рівня кожен, вони покращуються з накопиченням досвіду при вбивстві різних ворогів, кожен рівень відкриває нові прийоми для кожного стилю. Основні стилі це: «Спритник» (англ. Trickster), який дозволяє Данте здійснювати акробатичні трюки і ухилятися від атак, «Майстер Меча» (англ. SwordMaster) — додає нові прийоми для зброї ближнього бою, «Стрілець» (англ. Gunslinger) же додає нові прийоми для вогнепальної зброї, а «Захисник» (англ. RoyalGuard) дозволяє блокувати атаки ворогів і контратакувати. Придбані у міру проходження стилі витрачають лічильник пекельного вигляду при використанні: «Ртуть» (англ. Quicksilver) дозволяє уповільнювати час, а при використанні стилю «Допельгангер» (англ. Doppelganger) Данте перетворюється на демона і прикликає двійника, який повторює його дії. У спеціальному виданні гри надається можливість грати за брата Данте — Вергілія, у нього також є свій власний стиль «Темний вбивця» (англ. Dark Slayer) аналогічний стилю «Спритник», але агресивніший.

## Персонажі
- Данте (англ. Dante) — головний герой, син земної жінки Єви і демона Спарди. В цій грі йому 19 років, але він має надлюдські силу, зцілення і витривалість. Володіє амулетом, подарованим матір'ю, що має магічну силу. У Данте зухвалий і самовпевнений характер. Спочатку озброєний двома пістолетами «Чорний і Білий» та мечем «Бунтар». Впродовж гри знаходить і іншу зброю, в тому числі демонічного походження.
- Вергілій (англ. Vergil) — старший брат-близнюк Данте. Має такий самий амулет, що і у брата. На відміну від Данте, стриманий, покладається на холодний розрахунок. Ворогує з братом через бажання мати якомога більше сили, яку вважає головним в житті. Хотів отримати силу Спарди, відкривши ворота в пекло, які Спарда колись запечатав, але виявився обманутим Аркхемом. Озброєний катаною «Ямато»
- Аркхем (англ. Arkham) — чоловік, який маніпулював Данте, Вергілієм і своєю дочкою з метою відкрити ворота в пекло і правити світом. Вбив свою дружину, щоб одержати демонічну силу. Лисий, ліва половина лиця спотворена опіком. Його інша форма — Блазень (англ. Jester), — злий клоун, в якій він кілька разів з'являється перед Данте.
- Леді (англ. Lady) — мисливець на демонів, дочка Аркхема і оповідач історії. Її справжнє ім'я Мері. При зустрічі з Данте вона говорить, що не має імені і той може називати її як завгодно, на що Данте відповів «Гаразд, Леді». Ненавидить свого батька за те, що той вбив її матір, і прагне власноручно вбити його. Має гетерохромію (очі різного кольору). Озброєна пістолетами і гранатометом «Калина Енн».

## Сюжет
Гра починається з легенди про демона Спарду, який колись повстав проти інших демонів та їх владики Мундуса, щоб захистити людей, і запечатав їм вихід в наш світ, але його сила виявилася в заточенні у світі демонів. Зате на землі лишилися два його сини, між якими точилася ворожнеча.
У магазинчик Данте, який він щойно придбав і навіть не придумав йому назви, приходить невідомий чоловік на ім'я Аркхем. Він передає Данте запрошення від Вергілія зустрітися, а сам зникає, після чого в магазині виникають демони. Незадовго посеред міста з-під землі піднімається вежа, на вершині якої стоїть Вергілій, і роздратований цим Данте вирушає туди. Данте проходить через місто до вежі, вбиваючи на шляху демонів, і отримує від переможених вартових башти магічну зброю — потрійні льодяні нунчаки від Цербера та мечі з силами вогню та повітря від Агні та Рудри. В башті опиняється і дочка Аркхема, Леді, яка хоче помститися батькові за вбивство матері, але її зустріч з Данте коротка та закінчується кулею в лобі у головного героя.
Зустрівши істоту Блазня зі своєрідним гумором, Данте піднімається на вершину вежі і сходиться з братом у поєдинку. Вергілій перемагає брата, забирає його амулет і залишає пораненим на верхівці вежі. Коли Данте намагається встати, Вергілій простромлює його Бунтарем у груди. В Данте пробуджується сила демона і той атакує свого брата. Вергілій хоче знову вступити в бій, але його зупиняє Аркхем, мотивуючися тим, що у них є все що необхідно. Коли вони йдуть, Данте вперше в житті перетворюється на демона і втрачає свідомість. Через деякий час він прокидається і сповнений новими силами, кидається в погоню, але його проковтує чудовисько Левіафан, яке доводиться перемагати зсередини. Коли Левіфан падає, Данте вибирається назовні, допомагає Леді відбитися від демонів і продовжує свій шлях назад в башту. Тим часом Вергілій разом з Аркхемом відкриває ворота до Зали Суду. Раптом він запитує у Аркхема, чому його так непокоїть присутність дочки і чому він не вбив її. Той намагається відповісти, коли Вергілій завдає йому удару своєю катаною, насміхаючись над тим, що попри жертву коханої дружини його перетворення в демона не закінчене. Той відповідає, що Вергілій сам неповноцінний напівкровка, у чиїх жилах змішалася кров демона і людини. Вергілій залишає Аркхема помирати, бо останні двері відчинені і він йому більше не потрібен. Коли Леді знаходить його тіло, то вважає, що це зробив Данте який опинився там раніше за неї, і між ними відбувається перепалка. Та її батько виявляється ще живим та обманює дочку, сказавши, що вбив дружину через те що підпав під вплив демона Вергілія. Леді, сповнена рішучості помститися, іде його розшукувати.
Данте дізнається від Блазня, що Вергілій хоче з допомогою його амулета відкрити ворота в пекло і так отримати силу батька. Він біжить вслід за братом, але той встигає виконати потрібний ритуал. Однак, нічого не відбувається, і розлючений Вергілій не розуміє чому. Данте знаходить брата і вони знову б'ються, а згодом в сутичку втручається Леді. В цей час з'являється Блазень і показує, що він насправді Аркхем, який так все і задумав, щоб всі троє дісталися в це місце, але ослабленими. Він з легкістю перемагає усіх трьох, а потім розказує, що для відкриття воріт в пекло йому потрібна, на додачу до амулетів Данте та Вергілія і крові одного з них (що вже зібрав Вергілій), кров Леді, яка веде свій рід від смертної жриці, кров якої допомогла Спарді зачинити ворота. Поранивши дочку, лиходій завершує ритуал. Башта змінюється, Данте та Леді опиняються на руїнах Зали Суду та розділяються, а знепритомнівший Вергілій падає у яму.
Данте згодом знову знаходить Леді. Між ними відбувається сутичка в ході якої Данте перемагає. На слова Леді, що все це затіяв її батько і саме вона має з цим покінчити, він відповідає що все це почав його батько, коли повстав проти демонів і закрив ворота у наш світ. Леді дає йому свій гранатомет. Башта відкриває ворота у світ демонів і Аркхем знаходить місце сховку меча Спарди, Краю Сили. Данте, зустрівши попередніх босів, проходить в світ демонів. Знайшовши Аркхама, який перевтілився в Спарду, він вступає з ним у бій, а згодом приєднується і Вергілій, який вижив після падіння і знайшов їх у світі демонів. Разом брати перемагають Аркхема і відправляють його назад у світ людей, де його вбиває Леді, здійснюючи свою помсту. В цей час в світі демонів Вергілій встигає заволодіти Краєм Сили і вимагає другий амулет, на що Данте відповідає, що хоч вони й сини Спарди, але найголовніше у них не сила, а душа. Вергілій нападає і зазнає поразки. Він вирішує залишитися у світі демонів і каже брату, щоб йшов геть, якщо не хоче лишится тут ув'язненим. Коли Данте намагається не дати йому впасти, він ранить його в руку, розрізавши рукавицю брата.
Данте, проливши сльозу, оскільки Вергілій все ж був йому дорогим, повертається в світ людей і виходить з вежі, де зустрічає Леді. Вони укладають партнерство в полюванні на демонів. Данте нарешті вибирає назву для свого підприємства — «Devil May Cry» (Диявол теж плаче). Також він зберіг розрізану рукавичку як пам'ять про брата. Сцена-епілог показує Вергілія в світі демонів, перед яким з'являється Мундус. Вергілій, впевнений, що коли Спарда переміг Мундуса, то і він зможе, кидається в бій.

## Реліз
Devil May Cry 3: Dante's Awakening була випущена у Японії 17 лютого 2005 року на PlayStation 2. Пізніше у 2005 вона вийшла у Америці, і далі у всьому світі. Гра стала сенсаційною та зазнала успіху, було продано 1,3 мільйона копій. 
Пізніше після релізу компанія Capcom випустила мерч гри разом з манґою та колекційною фігуркою Данте. У 2006 році було випущено збірник матеріалів гри Devil May Cry 3 Material Archive - Note of Naught, де було опубліковано невиданий продакшн, 3D розробки, розкадровки, та диск для PlayStation Portable, де були показані трейлери та відео.

### Special Edition
На Tokio Game Show у 2005 році, Capcom заявили про спеціальне видання Devil May Cry 3, де було трохи змінено геймплей та добавили додатковий контент. Спеціальне видання вийшло 24 січня 2006 року, та було розпродано 1 мільйон копій.

### ПК версія
ПК версію гри на Microsoft Windows було випущено компанією Ubisoft 28 червня 2006 року у Європі, через два дні у Японії, а у Південній Америці гру було випущено 16 жовтня.

### Devil May Cry HD Collection
3 квітня 2012 року на Play Station 3 та Xbox 360 було перевидано перші три гри серії: Devil May Cry, Devil May Cry 2, та Devil May Cry 3 у Devil May Cry HD Collection. Пізніше колекцію було видано на ПК, PlayStation 4 та Xbox One.

## Оцінки
| Агрегатор    | Оцінка                                    |
| ------------ | ----------------------------------------- |
| GameRankings | (PS2) 84.11% (PC) 70.87 % (Special) 88 %  |
| Metacritic   | (PS2) 84/100 (PC) 66/100 (Special) 87/100 |

| Видання                            | Оцінка      |
| ---------------------------------- | ----------- |
| 1Up.com                            | 9/10        |
| Eurogamer                          | 8/10        |
| Game Informer                      | 9/10        |
| GamePro                            | 4.5/5 зірок |
| GameSpot                           | 8.6/10      |
| GameSpy                            | 4/5 зірок   |
| GameTrailers                       | 9/10        |
| GameZone                           | 9/10        |
| IGN                                | 9.6/10      |
| Play                               | 92 %        |
| PlayStation: The Official Magazine | 9.5/10      |

Devil May Cry 3: Dante's Awakening отримала високу оцінку критиків. Агрегатори Gamerankings і Metacritic дали версії для PlayStation 2 84,11 відсотка і 84 бали зі 100, PC-версії — 70,87 відсотка і 66 балів зі 100 відповідно. У 2010 IGN оцінив гру як вісімнадцяту в своєму списку 100 найкращих ігор для PlayStation 2, і GamePro у ретроспективі цього року оцінили її як 28-у найкращу гру для PS2.
Devil May Cry 3 отримала комерційний успіх в Японії, ставши восьмою найбільш продаваною відеогрою першого тижня після виходу. У світовому прокаті було продано понад 1 300 000 копій гри, за що Capcom дала їй «платиновий» статус.

## Цікаві факти
- У цій грі наявний своєрідний «мультиплеєр». Другий гравець, маючи геймпад, може керувати копією Данте при використанні стилю «Допельгангер», або Вергілієм, коли він бореться з Аркхемом.
- Частина демонів названа на честь Семи Смертних гріхів.
- У відеовставках на початку кожного рівня прихований номер цього рівня. Так число 1 міститься на коробці з піцою, 2 — на рекламному щиті, 3 — утворюється з підпалених мотоциклом Леді демонів і т. д.